# Litsea formanii
Litsea formanii är en lagerväxtart som beskrevs av André Joseph Guillaume Henri Kostermans. Litsea formanii ingår i släktet Litsea och familjen lagerväxter. Inga underarter finns listade i Catalogue of Life.